# Graty
Graty (pcd. i wa. El Graty) – dzielnica (section) gminy Silly w Belgii, w Regionie Walońskim, w prowincji Hainaut, w okręgu Ath. 1 stycznia 2020 roku liczyła 782 mieszkańców. Do 31 grudnia 1976 samodzielna gmina.

## Demografia
Liczba mieszkańców, stan na 1 stycznia:
| Rok                | 1910 | 1930 | 1947 | 1961 | 2020 |
| ------------------ | ---- | ---- | ---- | ---- | ---- |
| Liczba mieszkańców | 859  | 691  | 618  | 508  | 782  |

## Transport
Dzielnica leży przy drodze regionalnej N57.